# SS Principe Umberto

Le SS Principe Umberto est un navire à vapeur italien construit en 1908 pour la Navigazione Generale Italiana. D'abord destiné au transport de passagers et de marchandises, il est réquisitionné pendant la Première Guerre mondiale. Le Principe Umberto est coulé en juin 1916 par un sous-marin austro-hongrois. Avec près de 2 000 victimes, ce naufrage est la pire catastrophe navale de la Grande Guerre.

## Carrière
Le Principe Umberto fut construit en 1908 par la filiale de Palerme des "Cantieri Navali del Tirreno Riuniti", principale compagnie maritime italienne de l'époque, pour la "Navigazione Generale Italiana", desservant les ports de la Méditerranée et de la mer Noire. Cette compagnie entretenait également des lignes vers l'Amérique du Nord et l'Amérique du Sud. 
Le Principe Umberto mesurait 145 mètres de long pour 16 mètres de large avec une capacité de 8.000 tonnes. Il était propulsée par deux moteurs à vapeur à expansion multiple, capables d'atteindre la vitesse de 16-18 nœuds (30-33 km/h). Il faisait partie d'une série de trois navires, dite "de classe royale", en raison des noms de baptême des unités qui la composent : outre le Principe Umberto, le Re Vittorio et la Regina Elena  en faisaient partie. Cette classe de navires, au système de propulsion performant, étaient destinés à concurrencer les navires français, allemands et britannique, sur le marché des routes maritimes l'Amérique du Sud.  
Le détail des activités civiles du Principe Umberto n'est pas connu, si ce n'est qu'il pouvait transporter environ 1 330 passagers et était équipé d'un système de réfrigération de marchandises.   
Pendant la Première Guerre mondiale, il fut réquisitionné, et moyennant quelques modifications, impliqué en tant que croiseur marchand armé pour le transport de troupes et de matériel destiné aux troupes italiennes. Le Principe Umberto, comme beaucoup d'autres unités commerciales réquisitionnées, avait deux commandants : le commandant militaire était le lieutenant de vaisseau Nardulli et le commandant civil, le capitaine Giuseppe Sartorio.

## Naufrage
Le 8 juin 1916, le Principe Umberto doit chargé de rapatrier de Vlorë vers Tarente, les 2.605 hommes du 55e reggimento fanteria sous le commandement du colonel Ernesto Piano. Un autre navire doit faire cette traversée, le Ravenna. Le convoi est escorté par le croiseur italien Libia et quatre destroyers de la Regia Marina: l'Insidioso, l'Espero, l'Impavido et le Pontiere.  
Le Principe Umberto avait à son bord 2.821 hommes, soit : 
- Hommes de Troupe:                  2.445
- Quartiers-maîtres:                          75
- Officiers supérieurs:                       58
- Officiers de la Marine Royale:          2
- Marins de la Marine Royale:           25
- Equipage et civils[13]                    216

À 19 heures, le convoi quitte le port de Vlorë, à la frontière entre la Mer Adriatique et la Mer Ionienne. Il doit traverser la baie éponyme et prendre la mer entre l'île de Sazan et le Cap Linguetta, appelé par les autochtones la « sentinelle de Vlorë ». Or, il en constitue à la fois la protection naturelle et le point faible. La marine adverse le sait et patrouille dans le secteur. 
C'est à cet endroit qu'il est surpris par le sous-marin austro-hongrois "U-5", commandé par Friedrich Schlosser. Touché par une torpille à la poupe, le Principe Umberto coule à pic en quelques minutes, entraînant les 1.926 hommes qui sont à son bord; seuls 895 hommes pourront être sauvés,. 